# Kollár Ádám Ferenc
Kereszténi Kollár Ádám Ferenc (szlovákul Adam František Kollár; Tyerhova, Trencsén vármegye, 1718. április 15. – Bécs, 1783. július 15.) szlovák jogtudós, császári és királyi tanácsos, a bécsi királyi könyvtár igazgatója. Pánszláv, magyarellenes körök vezető személyisége.

## Élete
1718. április 15-én, Tyerhován született. Szüleivel ötéves korában Besztercebányára költözött, s ott kezdte meg alsóbb tanulmányait, melyeket később Selmecbányán fejezett be. Nagyszombatban retorikát és poézist tanult, itt 1737-ben belépett a jezsuita rendbe. Bécsben három évig bölcsészetet hallgatott, ezután Liptószentmiklóson a gimnáziumban tanári állást vállalt, grammatikát és szintaxist oktatott. Innét ismét Bécsbe helyezték, ahol főleg keleti nyelvekkel, illetve teológiai tanulmányokkal foglalkozott. 1744-45-ben a kun nyelvet utolsóként még beszélő Varró István neki diktálta le Bécsben a Kun Miatyánk már erősen torzult szövegét.
Bezén attamaz kenze kikte,

szenlészen, szenádon, dösön,

szen küklön, nitziégen, gérde ali kökte

bezén oknomozne, okné mezne, bergézge pitbütör küngön

í bézen ménemezne neszem bezdede jermez bezge utro

gergenge

ilme bezne ol gyamanga

kutkor bezne ol gyamanna

szen borszony bo kacsalli botson igyi tengere

ammen
1748-ban kilépett a rendből, s a magánéletbe vonult vissza, hogy minden erejét a tudományoknak szentelhesse. 1748. június 10-én kinevezték a bécsi udvari könyvtár első írnokának, 1749. március 12-én második őrré, 1758-ban első őrré léptették elő. Különösen kitűnt a történelem, valamint a héber és a török nyelvek ismeretében. 1748 és 1751 között az egyetemen görög előadásokat tartott az orvosnövendékeknek. 1773. október 6-án a könyvtár ideiglenes, 1773. január 7-én végleges igazgatójának nevezték ki, ezzel együtt az udvari tanácsosi címet is elnyerte.

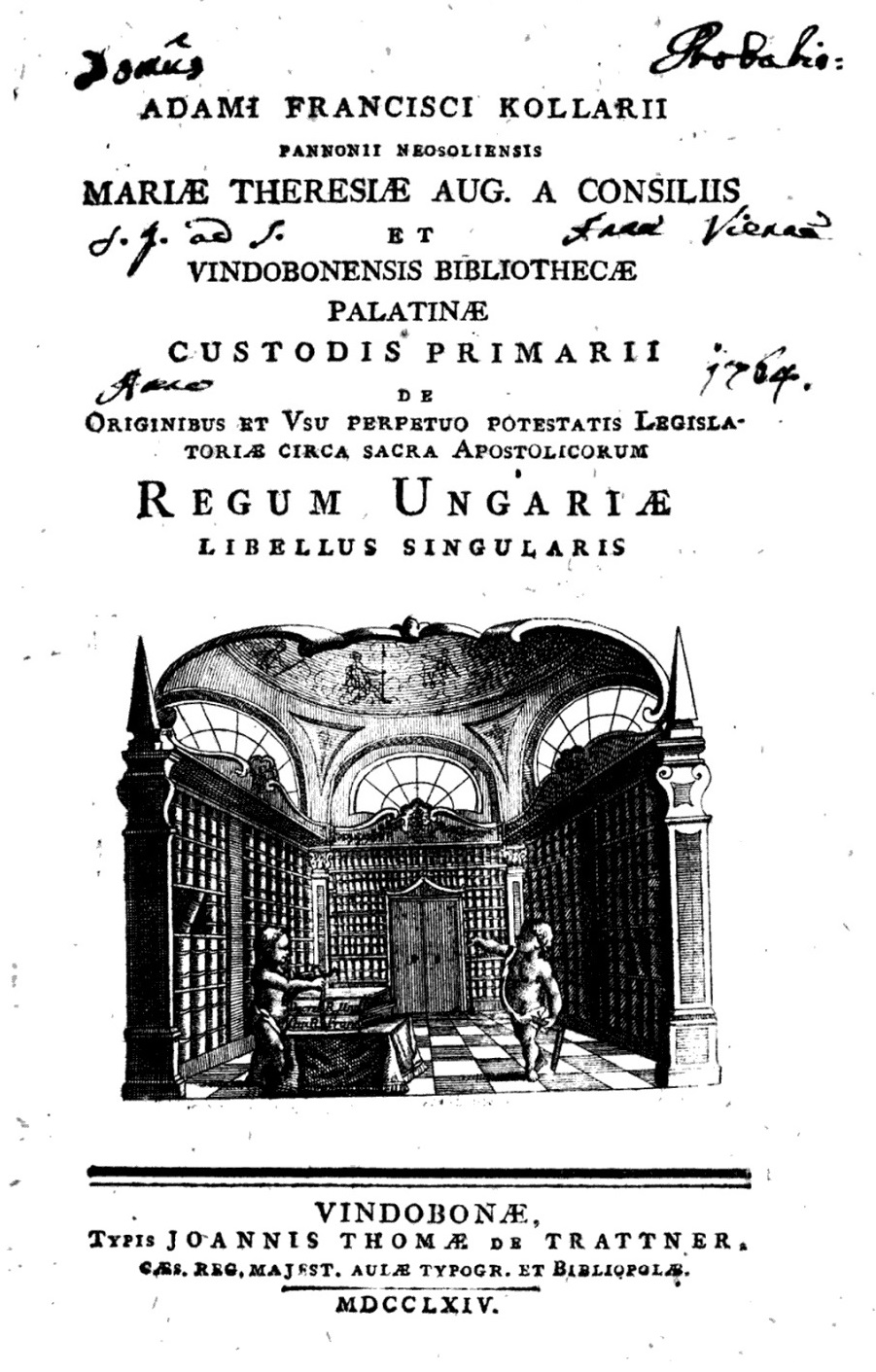
A „De originibus et usu perpetuo potestatis legislatoriae circa sacra apostolicorum regum Hungariae" címlapja

Tótnak vallotta magát, a felvilágosult abszolutizmus híveként a magyar rendi nacionalizmussal szemben az összbirodalmi állampatriotizmus eszméit, az államhatalomnak az egyházat is magában foglaló felsőbbségét hirdette. 1764-ben e szellemben, udvari támogatással megjelent könyvében (De originibus et usu perpetuo potestatis legislatoriae circa sacra apostolicorum regum Ungariae libellus singularis magyarul „Magyarország apostoli királyainak a vallási dolgok körüli törvényhozó hatalmának eredetéről és örökös gyakorlatáról”) éles támadást intézett a nemesi kiváltságok ellen. Az 1764–65-ös pozsonyi országgyűlésre időzített és a magyarországi főpapság és nemesség kiváltságait megkérdőjelező műve miatt a felháborodott rendek és a klérus a mű elégetését, szerzőjének pedig száműzetését követelve elérték, hogy az udvar 1764. augusztus 1-jén Magyarországon királyi rendelet tilalom alá vetette, és az Apostoli Szentszék is a tiltott könyvek lajstromába iktatta.
Ő alapította Bécsben 1771-ben az első, önálló formában megjelenő, német nyelvű folyóiratunkat, az Allergnädigst privilegierte Anzeigent. A magyarországi tudományosság megszervezésének első szószólója volt. Miután megismerkedett Bél Mátyás nagyszabású munkásságának befejezetlen hagyatékával, felvetette egy honismertető társaság gondolatát, hogy a sokrétű tudományos feladatot egyesült erővel lehessen megoldani. 1762-ben elkészítette a „Societas Literaria” tervezetét, mely szerint a tudós tagok nem egy központi intézményben, hanem postai úton álltak volna kapcsolatban, s ily módon küldték volna meg egymásnak kutatásaik eredményeit.
Noha az indexre tett De originibus et usu perpetuo potestatis legislatoriae circa sacra apostolicorum regum Hungariae című könyv kapcsán a királynő formailag meghátrált és óvakodott Kollárt a politikai nyilvánosság elé engedni, továbbra is felhasználta őt tanácsadói szerepében. 1775-ben a királynő érdemei elismeréséül 4000 forint évi fizetést, valamint adományul Keresztény községet adta neki. 1777. május 2-án nemesi címerét kibővítették, s felvette a „keresztényi" előnevet.
Szerepet vállalt Mária Terézia nagy nevelési reformjának, a Ratio Educationisnak a kidolgozásában.

## Munkái
1. Francisci mesquien Meninszky institutiones linguae turcicae cum rudimentis parallelis arabicae et persicae, editio altera, methodo linguam turcicam suo marte discendi aucta, curante… Vidobonae, 1756. Két kötet. (Melynek II. kötete csaknem egészen K. műve).
2. Musae Francisco et Mariae Theresiae. Uo. 1756.
3. Ad viros a casra et profana eruditione claros de commentariis in manu exaratos codices aug. bibl. Vindobonensi propedium prelum subituris epistola. Uo. 1760.
4. Analecta monumentorum omnis aevi Vindobonensia. Uo. 1761–1762. Két kötet.
5. CariteV eidullion seu gratiae Francisco et Mariae Theresiae augustis, in solennibus Minervae augg. munificentia et jussu Vindobonam reducis habitae. Uo. 1762.
6. Historiae diplomaticae iuris patronatus apostolicorum Hungariae regum libri tres. Vindobonae, 1762. Online
7. Casp. Ursini Velii de bello Panonico Libri decem … Uo. 1762. (Kiadás).
8. Nicolai Olahi… Hungaria et Attila… Uo. 1763. (Kiadás).
9. Ad. Fr. Kollárii Propositum, quod A. 1763, cum eruditis communicat. in quo eos ad ineundam societatem literariam invitat, quae in historia Hungariae naturali, oeconomica et civili illustranda occuparetur. Ugyanott, 1763.
10. De originibus et usu perpetuo potestatis legislatoriae circa sacra apostolicorum regum Ungariae libellus singularis. Uo. 1764.
11. Gratiae Francisco et Mar. Theresiae Augustis in solennibus Minervae Augg. munificentia et jussu Vindobonam reducis habitae. Uo. 1765.
12. Lambecii Commentariorum de Aug. Bibliotheca Caes. Vindob. Libri VIII. Editio altera studio … Tomus I. Uo. 1766. Liber III. Uo. 1772. Liber VIII. Uo. 1782. (K. bővítéseivel).
13. Jurium Hungariae in Russiam minorem et Podoliam, Bohemiaeque in Osvicensem et Zatoriensem ducatus explicatio. Uo. 1772. (A királynő parancsából németre ford. Uo. 1772. Ezen munkájáért kapta meg Kollár Keresztény helységet).
14. Anfangsgründe der lateinischen Sprache. Uo. 1775.
15. Saadeddini Scriptoris Turcici Annales Turcici Traschattevarich … Uo. 1775. (Kiadás.)
16. In jucundissimum Vindobonam adventum Pii pp. VI. … carmen. Uo. 1782.
17. Historiae iurisque publici regni Ungariae amoenitates. Vindobonae, 1783. Két kötet. Online (Ism. M. Könyvház IV. 423. l. Ez ellen írta Baerenkopf, De dominio nobilium Hungariae … Posonii et Comaromii, 1790. c. munkáját. Online)
18. Ad Petri Lambecii commentariorum de augusta bibliotheca caes. Vindobonensi libros VIII supplementum liber primus posthumus. Edidit Michael Denis. Uo. 1790.